# Niní: Arriba las ilusiones
Niní: Arriba las ilusiones es la banda sonora de la telecomedia infantil y juvenil argentina, Niní, creada, producida y protagonizada por Florencia Bertotti. El álbum fue lanzado el 16 de noviembre de 2009 por EMI Records, con la producción de Endemol y distribuido por Telefe.

## Sencillos
"Arriba las ilusiones" fue lanzado como primer y único sencillo de la banda sonora el 17 de marzo de 2009, sirviendo para promocionar su estreno por televisión en Argentina en septiembre de ese año.

## Lista de canciones
Todas las canciones del ciclo fueron escritas por Florencia Bertotti, Florencia Ciarlo y Willie Lorenzo, las mismas fueron cantadas por Bertotti, más parte del elenco.
| #  | Nombre                         | Intérpretes | Escritor                             | Duración |
| -- | ------------------------------ | --- | ------------------------------------ | -------- |
| 1  | Arriba Las ilusiones           | Florencia Bertotti | Flora Ciarlo-Florencia Bertotti      | 2:51     |
| 2  | No te importa                  | Florencia Bertotti | Flora Ciarlo-Florencia Bertotti      | 3:34     |
| 3  | Eso no se hace                 | Florencia Bertotti | Flora Ciarlo-Florencia Bertotti      | 2:42     |
| 4  | Reírse es gratis               | Florencia Bertotti | Flora Ciarlo-Florencia Bertotti      | 3:30     |
| 5  | Mamás del alma                 | Florencia Bertotti | Florencia Bertotti                   | 4:30     |
| 6  | No creo que pueda              | Florencia Bertotti | Florencia Bertotti                   | 3:38     |
| 7  | Arriésgate                     | Florencia Bertotti | Flora Ciarlo-Florencia Bertotti      | 2:55     |
| 8  | Mi enemigo conmigo             | Florencia Bertotti | Flora Ciarlo-Florencia Bertotti      | 2:20     |
| 9  | ¡Que sensación!                | Florencia Bertotti | Florencia Bertotti, Eduardo Frigerio | 4:02     |
| 10 | Te amo más                     | Florencia Bertotti, Federico Amador | Florencia Bertotti                   | 3:34     |
| 11 | 4,3,2,1                        | Florencia Bertotti | Flora-Florencia Bertotti             | 2:36     |
| 12 | Que sabes de mí                | Florencia Bertotti, Juan Manuel Guilera, Giselle Bonaffino, Paula Sartor, Esteban Masturini, Melanie Chong, Sheyner Cristian Días Gómes, Iara Muñoz | Florencia Bertotti                   | 3:51     |
| 13 | Mi Romeo                       | Florencia Bertotti | Flora Ciarlo-Florencia Bertotti      | 2:34     |
| 14 | Videoclip · No te importa      | Florencia Bertotti | Flora Ciarlo-Florencia Bertotti      | 3:34     |
| 15 | Videoclip · Mi enemigo conmigo | Florencia Bertotti | Florencia Bertotti                   | 2:20     |

## Recepción comercial
A pocas semanas de su lanzamiento, el álbum se convirtió en un éxito comercial, liderando las ventas en tiendas de muisca y supermercados en Argentina, según CAPIF. Consiguió ser disco de oro en su país de origen tras superar las 20.000 unidades vendidas. Desde 2022, el álbum se encuentra disponible en las plataformas digitales. 
| País      | Organismo certificador | Certificación | Ventas |
| --------- | ---------------------- | ------------- | ------ |
| Argentina | CAPIF                  | Oro           | 20 000 |

## Nominaciones
| Año  | Premio         | Categoría                                   | Resultado |
| ---- | -------------- | ------------------------------------------- | --------- |
| 2010 | Premios Gardel | Mejor Álbum Banda de Sonido Cine/Televisión | Nominado  |

## Historial de lanzamientos
| País      | Fecha                   | Formato               | Discográfica   |
| --------- | ----------------------- | --------------------- | -------------- |
| Argentina | 16 de noviembre de 2009 | CD y descarga digital | EMI Records    |
| Italia    | 25 de noviembre de 2010 | CD                    | EMI Odeon SAIC |
| España    | 25 de noviembre de 2010 | CD                    | EMI            |